# Cerapachys bicolor
Cerapachys bicolor é uma espécie de formiga do gênero Cerapachys.